# Jennifer Ward-Lealand
Jennifer Cecily Ward-Lealand, née le 8 novembre 1962, est une actrice, réalisatrice et coordinatrice d'intimité néo-zélandaise. Elle est principalement connue pour son rôle dans Desperate Remedies en 1993 ainsi que pour ses apparitions dans The Footstep Man, le feuilleton Shortland Street et la série de comédie australienne Full Frontale .

## Biographie

### Jeunesse et formation
Jennifer Ward-Lealand est née à Wellington, en Nouvelle-Zélande. Ses parents sont Philippa "Pippa" Mary (née Ward) et Conrad Ainsley Lealand. Elle a une sœur aînée, Diana Mary Ward-Pickering et un demi-frère Simcha Lindt.
Elle obtient son premier rôle à la télévision dans le feuilleton Close to Home (1978–1980) dans lequel elle incarne Jan. Après avoir quitté l'école, elle réalise une tournée d'un an en Nouvelle-Zélande dans un groupe de théâtre communautaire, avec lequel elle joue des spectacles de clowns et de Tchekhov.
En 1982, Jennifer Ward-Lealand obtient un diplôme d'un an en tant que comédienne au sein du prestigieux Théâtre d'Auckland.

### Carrière
En 1986, elle apparaît la mini-série Seekers, avant de percer grâce à son rôle dans « Danny et Raewyn », un épisode de la série About Face. Tourné en grande partie dans un appartement d'Auckland si exigu que le caméraman devait parfois s'asseoir sur le poêle, cet épisode permet à Jennifer Ward-Lealand de remporter le prix de la meilleure actrice GOFTA.
La même année, Jennifer Ward-Lealand  fait ses débuts sur grand écran dans le thriller Dangerous Orphans. Dans celui-ci, elle incarne Teresa Costello, une chanteuse de boîte de nuit.
De 1989 à 1990, elle joue avec Harry Sinclair et Don McGlashan dans le groupe de théâtre musical The Front Lawn, remportant de nombreux prix et distinctions, et joue également dans le film  Linda's Body . En 1993, elle apparaît dans la série de comédie télévisée Full Frontal.
En tant qu'actrice, chanteuse et directrice de théâtre, Ward-Lealand a reçu un certain nombre de distinctions et récompenses. Au théâtre, elle a notamment joué dans les pièces The Bach, Via Satellite et The Sex Fiend. En 2007, elle fait une tournée au sein du célèbre spectacle de cabaret Marlene Dietrich, Falling in Love Again en Nouvelle-Zélande et en Australie. Elle réalise une autre tournée avec le même spectacle en 2018,.
Jennifer Ward-Lealand parle couramment le Māori, la langue maternelle de la Nouvelle-Zélande. Bien qu'elle ne soit pas elle-même Maori, elle a commencé à apprendre la langue après avoir participé à un comité de développement villageois traditionnel Mihi.
Actrice engagée, Jennifer Ward-Lealand a également plaidé pour l'amélioration des conditions de travail et des salaires des acteurs. Ainsi Jennifer Ward-Lealand  a suivi une formation, avec Intimacy on Set d'Ita O'Brien, et travaillé comme coordinatrice d’intimité sur scène et dans le cinéma.

## Filmographie
| An   | Titre                       | Rôle              | Remarques     |
| ---- | --------------------------- | ----------------- | ------------- |
| 1972 | Gone Up North for a While   | Enfant            |               |
| 1985 | Dangerous Orphans           | Teresa Costello   |               |
| 1990 | Linda's Body                | Linda             | Court métrage |
| 1992 | The Footstep Man            | Mirielle          |               |
| 1993 | Desperate Remedies          | Dorothea Brook    |               |
| 1994 | A Game with No Rules        | Lauren            | Court métrage |
| 1994 | I'm So Lonesome I Could Cry | Jeanne            | Court métrage |
| 1997 | The Ugly                    | Evelyn Cartwright |               |
| 1999 | I'll Make You Happy         | Mel               |               |
| 2000 | The Painted Lady            | Fay               | Court métrage |
| 2004 | Fracture                    | Ulla Peet         |               |
| 2013 | End of Daze                 | Wanda             |               |
| 2018 | Vermillon                   | Darcy             |               |

| An        | Titre                                   | Rôle               | Remarques                          |
| --------- | --------------------------------------- | ------------------ | ---------------------------------- |
| 1978–79   | Close to Home                           | Jan                | 3 épisodes                         |
| 1986      | Seekers                                 | Nardia Alterman    | Rôle récurrent (16 épisodes)       |
| 1990      | Le spectacle Billy T James              | Raewyn             | 1 épisode                          |
| 1991      | For the Love of Mike                    | Betty-Sue          | 1 épisode                          |
| 1993-1994 | Full Frontal                            | Personnages variés | Casting principal (40 épisodes)    |
| 1995      | Hercules: les voyages légendaires       | Voluptua           | Épisode: "Tout ce qui brille"      |
| 1996–97   | Lettre à Blanchy                        | Jeanne             | 3 épisodes                         |
| 1996–98   | Shortland Street                        | Isobel Kearney     | Rôle récurrent (60 épisodes)       |
| 1997      | Xena, la guerrière                      | Boadicée           | Épisode: "Le livreur"              |
| 1999      | Xena, la guerrière                      | Zehra              | Épisode: "La pièce est la chose"   |
| 1999      | Duggan                                  | Joanne Taylor      | 2 épisodes                         |
| 2001      | Love Mussel                             | Médecin            | Film de télévision                 |
| 2005      | Interrogation                           | Gail Mary Abbot    | Épisode: "True Confessions"        |
| 2006      | Elgar's Enigma: Biography of a Concerto | Narrateur          | Documentaire télévisé (rôle vocal) |
| 2009-13   | Buzzy Bee and Friends                   | Canard Dorable     | Rôle voix (65 épisodes)            |
| 2009      | The Jaquie Brown Diaries                | Louise Bouchet     | 2 épisodes                         |
| 2012-2014 | Auckland Daze                           | Wanda              | Rôle récurrent (14 épisodes)       |
| 2013      | Sunny Skies                             | Penny              | 1 épisode                          |
| 2013      | The Almighty Johnsons                   | Karen              | 3 épisodes                         |
| 2015-2017 | Find Me a Maori Bride                   | Narrateur          | Rôle voix (15 épisodes)            |
| 2015      | Newsworthy                              | Kalonike           | 1 épisode                          |
| 2016-2017 | Auckward Love                           | Barbara            | 4 épisodes                         |
| 2016      | Terry Teo                               | Barbara Bertinelli | Épisode: "Bébé prend une balle"    |
| 2016      | Dirty Laundry                           | Donna              | Rôle récurrent (13 épisodes)       |
| 2018      | The Ring Inz                            | Astrid             | 2 épisodes                         |

## Distinctions
La contribution de Jennifer Ward-Lealand au théâtre néo-zélandais a été reconnue lors des  New Year Honours de 2007 avec son investiture en tant qu'officier de l'Ordre du mérite de la Nouvelle-Zélande, pour ses services au théâtre et à la communauté.
En octobre 2018, elle a reçu un rouleau d'honneur du Variety Artists Club of New Zealand pour sa contribution au divertissement néo-zélandais.
Lors des New Year Honours de 2019, Jennifer Ward-Lealand a été nommée Compagnon de l'Ordre du mérite de la Nouvelle-Zélande, pour ses services au théâtre, au cinéma et à la télévision et pour son plaidoyer en faveur des conditions de travail et de la rémunération des acteurs.
Jennifer Ward-Lealand a également remporté le New Zealander of The Year Award en 2020, pour son dévouement aux arts de la scène et son engagement et sa passion pour la langue Māori.

## Vie personnelle
Elle est mariée à l'acteur Michael Hurst avec lequel elle a joué dans la série Hercules  en 1995. Ils ont deux fils, nés en 1997 et 1999.

## Source de la traduction
- (en) Cet article est partiellement ou en totalité issu de l’article de Wikipédia en anglais intitulé « Jennifer Ward-Lealand » (voir la liste des auteurs).